# Идрис Елба
Идриса Акуна Елба (енгл. Idrissa Akuna Elba; 6. септембар 1972) је британски глумац, продуцент и музичар.
Познат је по улогама нарко боса Расела "Стрингера" Бела у серији Доушници, детектива Џона Лутера у серији Лутер и Нелсона Манделе у биографској драми Мандела: Дуг пут до слободе. Добитник је награде Златни глобус у категорији Најбољи глумац у мини-серији или ТВ филму. За ово признање био је номинован укупно шест пута, а такође има и четири номинације за Емија.
Значајније филмске улоге остварио је у криминалистичкој драми Амерички гангстер и блокбастерима Прометеј, Битка за Пацифик, Тор и Тор: Мрачни свет. Поред глуме бави се хип хоп и соул музиком, а као ди-џеј познат је под псеудонимом Big Driis.

## Биографија
Идрис Елба је рођен 6. септембра 1972. у Лондонској општини Њуам, као дете Ив Елбе, чиновнице, и Винстона Елбе, запосленика у Фордовој фабрици мотора. Родитељи су у Лондон дошли непосредно после венчања, емигриравши из Африке. Мајка му је из Гане, а отац из Сијера Леонеа. Елба је одрастао у Ист Хаму (предграђу Лондона). Своје право име Идриса скратио је у Идрис још док је био школарац. Након што је видео рекламу за представу у часопису „Стејџ“ (The Stage), отишао је на аудицију, где је добио своју прву улогу. Са четрнаест година почео је да помаже ујаку, који је радио као ди-џеј на венчањима, да би се у петнаестој години осамосталио, основавши сопствену џи-џеј групу са пријатељима.
Напустио је школу 1988. Исте године, захваљујући стипендији од 1500 фунти, добија место у глумачком ансамблу Националног музичког театра младих (National Youth Music Theatre). Прве улоге имао је у емисији која се бавила приказивањем реконструисаних злочина. У међувремену, да би се издржавао, радио је као вулканизер и оператер у телефонској трговини, а једно је време директно из Националног театра младих одлазио у ноћну смену у Фордову фабрику. Са деветнаест почео је да ради као ди–џеј у ноћним клубовима, узевши псеудоним Биг Дрис.

## Филмографија
| Филмови             |                               |               |                          |                                                                           |
| Година              | Српски назив                  | Изворни назив | Улога                    | Напомене                                                                  |
| 2007                | Жетва                         |               | Бен                      |                                                                           |
| 2007                | Амерички гангстер             |               | Танго                    | номинација - Награда Удружења филмских глумаца за најбољу филмску поставу |
| 2007                | 28 недеља касније             |               | генерал Стоун            |                                                                           |
| 2008                | Матурско вече                 |               | детектив Вин             |                                                                           |
| 2008                | Рокенрола                     |               | Мамбл                    |                                                                           |
| 2009                | Опседнута                     |               | Дерек Чарлс              |                                                                           |
| 2011                | Тор                           |               | Хејмдол                  |                                                                           |
| 2012                | Прометеј                      |               | капетан Јаник            |                                                                           |
| 2013                | Тор: Мрачни свет              |               | Хејмдол                  |                                                                           |
| 2015                | Осветници: Ера Алтрона        |               | Хејмдол                  |                                                                           |
| 2016                | Зоотрополис — град животиња   |               | Шеф Рого (глас)          |                                                                           |
| 2016                | Звездане стазе: Изван граница |               | Крал / Балтазар Едисон   |                                                                           |
| 2017                | Тор: Рагнарок                 |               | Хејмдол                  |                                                                           |
| 2018                | Осветници: Рат бескраја       |               | Хејмдол                  |                                                                           |
| 2019                | Паклене улице: Хобс и Шо      |               | Брикстон Лор             |                                                                           |
| 2019                | Мачке                         |               | Макавити                 |                                                                           |
| 2021                | Одред отписаних: Нова мисија  |               | Роберт Дубоа / Бладспорт |                                                                           |
| 2022                | Соников филм 2                |               | Наклс (глас)             |                                                                           |
| 2022                | Тор: Љубав и гром             |               | Хејмдол                  | камео                                                                     |
| 2022                | Звер                          |               | др Нејт Самјуелс         |                                                                           |
| 2022                | Три хиљаде година чежње       |               | Џин                      |                                                                           |
| Телевизијске серије |                               |               |                          |                                                                           |
| 2003                | Истражитељи из Мајамија       |               | Анџело Седарис           | епизода The Best Defense                                                  |
| 2009                | У канцеларији                 |               | Чарлс Мајнер             | 7 епизода                                                                 |
| Видео игре          |                               |               |                          |                                                                           |
| 2011                |                               |               |                          |                                                                           |
| Музички спотови     |                               |               |                          |                                                                           |
| 2012                |                               |               | слеп човек               | режисер, продуцент                                                        |